# Classe Helgoland
A Classe Helgoland foi uma classe de couraçados operada pela Marinha Imperial Alemã no início do século XX, composta pelo SMS Helgoland, SMS Ostfriesland, SMS Thüringen e SMS Oldenburg. Suas construções começaram em 1908 e 1909 na Howaldtswerke Werft, Estaleiro Imperial de Wilhelmshaven, AG Weser e Schichau-Werke, foram lançados ao mar em 1909 e 1910 e comissionados na frota alemã em 1911 e 1912. O projeto da classe foi baseado na predecessora Classe Nassau, mantendo o mesmo incomum arranjo hexagonal da bateria principal, porém incorporando os novos e maiores canhões de 305 milímetros e também um sistema de propulsão aprimorado.
Os couraçados da Classe Helgoland eram armados com uma bateria principal composta por doze canhões de 305 milímetros montados em seis torres de artilharia duplas. Tinham um comprimento de fora a fora de 167 metros, boca de 28 metros, calado de quase nove metros e um deslocamento carregado de mais de 24 mil toneladas. Seus sistemas de propulsão eram compostos por quinze caldeiras a carvão que alimentavam três motores de tripla-expansão de três cilindros, que por sua vez giravam três hélices até uma velocidade máxima de vinte nós (38 quilômetros por hora). Os navios também eram protegidos por um cinturão de blindagem com espessura máxima de 305 milímetros.
Os navios tiveram carreiras tranquilas em tempos de paz que consistiram em exercícios e cruzeiros de treinamento. Os quatro atuaram na Frota de Alto-Mar na Primeira Guerra Mundial, participando de operações no Mar do Norte e Mar Báltico. Estiveram presentes na Batalha do Golfo de Riga em 1915 e na Batalha da Jutlândia em 1916. A Alemanha foi derrotada em 1918 e as embarcações foram entregues aos Aliados depois do resto da Frota de Alto-Mar ter sido deliberadamente afundada em 1919. O Helgoland e o Oldenburg foram desmontados em 1921, enquanto o Ostfriesland  e o Thüringen foram afundados como alvo de tiro por Estados Unidos e França, respectivamente.